# Scherzi a Parte
Scherzi a Parte és el títol d'un programa de televisió italià ideat per Fatma Ruffini, que va començar a emetre's el 1992, amb interrupcions de dos o tres anys entre les diverses edicions. El programa va esdevenir molt popular des de les primeres emissions, tant que la famosa frase "Ets a Scherzi a Parte!" s'ha convertit en una molt popular quan algú es troba en una situació absurda o divertida.
En aquest programa, els autors de les bromes es posen d'acord amb els còmplices per fer-la a la víctima seleccionada.
El programa és un hereu directe del famós show americà Candid Camera, en el qual, per augmentar l'audiència, les víctimes de les bromes són personatges del món de l'espectacle, del cinema, de la música, del periodisme, de la política.
S'emet a Canale 5, tot i que al canal SKY Show es pot veure el programa "Scherzi a Parte Remix".

## Edicions i presentadors

### Primera edició1992
A Italia 1 des de l'1 de febrer amb 13 programes.
Presentadors: Teo Teocoli i Gene Gnocchi amb Gabriella Labate, Angela Melillo i Marco Balestri.